# Walentina Jakowlewna Fedoskina
Walentina Jakowlewna Fedoskina (russisch Валентина Яковлевна Федоскина; * 16. September 1947 in der Oblast Tschita) ist eine sowjetisch-russische Architektin.

## Leben
Fedoskinas Onkel M. N. Starodubow war ein bekannter Architekt in Nowosibirsk, der 1969 den Kropotkin-Wohngebäudekomplex und 1984 zusammen mit A. A. Sabirow das Theater für jugendliche Zuschauer (TJuS) baute.
Nach dem Deutsch-Sowjetischen Krieg und der Demobilisierung ließ sich die Familie Fedoskin 1953 in der Region Altai nieder, wo Fedoskina 1954–1965 die 11-jährige Mittelschule besuchte. Sie studierte dann in Nowosibirsk am Ingenieurbau-Institut in der Architektur-Fakultät mit Abschluss 1970. 1969 heiratete sie und bekam eine Tochter.
1971 begann Fedoskina als Architektin im Nowosibirsker Bauprojektierungsinstitut Giproswas-4 zu arbeiten. 1978 wechselte sie in das Nowosibirsker Bauprojektierungsinstitut Nowosibgraschdanprojekt und wurde Chefarchitektin für Projekte.
Gegenwärtig ist Fedoskina Koautorin von Projekten für den Bau einer Rettungsdienststation und eines Brotfabrik-Gebäudes in Salechard. Sie ist Mitglied der Revisionskommission der Geschäftsführung der Nowosibirsker Organisation der Architektenunion Russlands.

## Projekte (Auswahl)
- Wohngebäude in Komsomolsk am Amur (1982)
- Mikrorajon Kljutsch-Kamyschenskoje Plato (1987) und weitere Mikrorajons in Nowosibirsk
- Internatsgebäude in Ojasch, Oblast Nowosibirsk (1989)
- Wohnhäuser in Nowosibirsk (1997, 2001–2006)
- Sport- und Gesundheitszentrumsgebäude in Nowosibirsk (2001)
- Wohnhaus in Wladiwostok
- 5-stöckiges Parkhaus in Nowosibirsk
- 5–9-stöckiges Haus am Karl-Marx-Prospekt in Nowosibirsk

## Ehrungen (Auswahl)
- Held der kommunistischen Arbeit (1974, 1984)
- Kleine Goldmedaille auf dem Sibirischen Jahrmarkt der interregionalen Assoziation Sibirskoje Soglaschenije (2003, 2004)
- Diplom STROISIB 2006 des Wettbewerbs um die Goldmedaille des Sibirischen Jahrmarkts (2006)[4]
- Ehrenarchitekt der Russischen Föderation[1]